# 水野忠徳

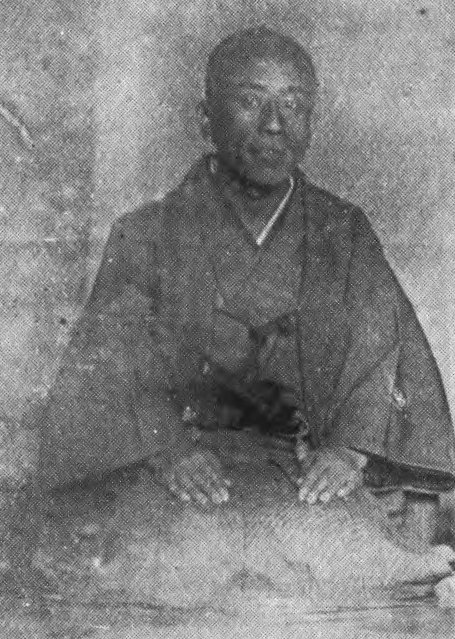
水野忠徳

水野 忠徳（みずの ただのり、文化7年（1810年） - 慶応4年7月9日（1868年8月26日））は、江戸時代末期（幕末）の旗本、幕臣。諏訪庄右衛門頼篤の子。文政5年（1822年）に水野忠長の養嗣子となる。忠敬の父。初名は忠篤。号は癡雲（ちうん）。官名は筑後守・下総守。

## 生涯
禄高500石の旗本であったが、天保15年（1844年）、時の老中・阿部正弘に認められ、西丸目付に登用される。以後、使番・御先手組火付盗賊改方加役を経て、嘉永5年4月15日（1852年6月2日）に浦賀奉行、嘉永6年4月26日（1853年6月2日）に長崎奉行に任ぜられた。
長崎奉行への任命は、翌年に再来航が予定されたペリーとの交渉のためであったが、ペリーは下田に来航したため、空振りに終わった。しかし、ロシアのプチャーチンが日露交渉のために長崎に来航すると、幕府側全権の大目付格・筒井政憲と勘定奉行・川路聖謨を補佐した。
ちょうどその頃クリミア戦争が勃発し、ロシアと敵対することになったイギリスの東インド艦隊司令ジェームズ・スターリングは、プチャーチンを捕捉すべく嘉永7年（1854年）9月7日に長崎へ来港したが、プチャーチンは既に出航していた。忠徳はスターリングも外交交渉のために来航したと考え、幕府に許可を求めた（スターリングは同年3月に日米和親条約が締結されたことを米海軍より入手していたが、外交交渉は任務に含まれていなかった）。幕府の許可を得て、忠徳および目付・永井尚志が同年10月14日（嘉永7年8月23日）、日英和親条約に調印した。
また、オランダ商館長ヤン・ドンケル・クルティウスを通じ、同年2月に来航したスンビンの艦長ゲルハルデス・ファビウス中佐から、3回にわたり海軍創設の意見書を出させている。忠徳はこれをまとめて幕閣に提出し、幕府海軍設立が承認された。これに基づき嘉永7年9月21日（1854年11月11日）、オランダにコルベット2隻（咸臨丸および朝陽丸）が発注された（他に観光丸がオランダから寄贈された）。
安政元年12月24日（1855年2月10日）に日英和親条約を締結後、勘定奉行兼勝手掛、安政4年12月3日（1858年1月17日）に田安家家老などをつとめる。安政5年6月8日（1858年7月18日）には外国奉行に転じて日英修好通商条約・日仏修好通商条約に全権委員として調印した。また安政二朱銀の発行を献策し、金銀の内外価格差による金貨の流失を防ごうとしたが、諸外国の外交官の猛抗議によって、3週間で通用を停止させられている。この間、将軍継嗣問題では一橋派として一橋慶喜を支持したが、安政の大獄では処罰を免れている。
安政6年6月4日（1859年7月3日）には神奈川奉行も兼任するが、ロシア海軍士官殺害事件の責任を問われて、10月27日（同年11月21日）に閑職である西の丸留守居に左遷された。この結果、日米修好通商条約批准のため渡米する万延元年遣米使節に加われなかったが、米国海軍のポーハタン号で渡米する万延元年遣米使節の護衛を名目に、咸臨丸を米国に派遣している。
文久元年5月12日（1861年6月19日）に外国奉行に再任。幕府は欧州諸国に対し文久遣欧使節を派遣することになり、外国奉行の忠徳は当然候補となったが、ロシア士官殺害事件に対する忠徳の態度が英国公使ラザフォード・オールコックから嫌われており、使節に加わることはできなかった。しかし同年12月、幕府の命により小笠原島開拓御用小花作助らを引き連れて小笠原諸島に赴き、諸島を検分し、父島のナサニエル・セイヴァリーら欧米系島民に対して同地が日本領であることを確認させた。
文久2年（1862年）7月に公武合体に反対して箱館奉行に左遷され、9月に辞任した。しかし文久3年（1863年）6月、老中・小笠原長行が京都で人質同然となっていた14代将軍徳川家茂奪還のため、幕府陸軍1,500人を率いて大坂に向かった際は、南町奉行・井上清直らと共に同行している。忠徳は承久の乱を再現させ、攘夷派を軍事力をもって粉砕することを主張したが、長行は受け入れなかった。結局、朝廷は家茂が大坂へ下ることを許したものの、攘夷派撃滅による一挙の問題解決はならなかった。結局、忠徳はこの事件により同月謹慎を命ぜられている。
慶応4年（1868年）1月、鳥羽・伏見の戦い後の江戸城に於ける評定で新政府軍に対する抗戦継続を強く主張するも、慶喜によって主張が容れられず、隠居する。武蔵布田宿に移住したのち、間もなく病に倒れ、慶応4年7月9日に59歳で死去した。憤死とされる。
墓は茨城県鉾田市の大儀寺。息子の忠敬と共に写った写真がある。

## 人物
- 貨幣に関しては有数の理論家であり、幕末における金貨の流失を安政二朱銀の発行により防ごうとした立役者である。
- 外交交渉の際、屏風の陰に隠れて閣老に入れ知恵したことから、「屏風水野」の異名をとった。
- 文久3年（1863年）のクーデター失敗後は謹慎、隠居していた。
- 隠居中は知行地の常陸国鹿島郡阿玉村（現在の茨城県鉾田市阿玉）で農地開墾に勤しんだとされる。